# Богале
Богале (бірм. ဘိုကလေးမြို့) — місто у провінції Іраваді, М'янма.

## Географія
Богале розташоване на півдні округу Іраваді у дельті однойменної річки.

### Клімат
Місто знаходиться у зоні, котра характеризується мусонним кліматом. Найтепліший місяць — квітень із середньою температурою 29.8 °C (85.6 °F). Найхолодніший місяць — січень, із середньою температурою 24.9 °С (76.8 °F).
| Клімат Богале           | Клімат Богале | Клімат Богале | Клімат Богале | Клімат Богале | Клімат Богале | Клімат Богале | Клімат Богале | Клімат Богале | Клімат Богале | Клімат Богале | Клімат Богале | Клімат Богале | Клімат Богале |
| Показник                | Січ.          | Лют.          | Бер.          | Квіт.         | Трав.         | Черв.         | Лип.          | Серп.         | Вер.          | Жовт.         | Лист.         | Груд.         | Рік           |
| Середня температура, °C | 24,9          | 26,4          | 28            | 29,8          | 28,9          | 27,2          | 26,7          | 26,7          | 27,1          | 27,5          | 26,9          | 25,2          | 27,1          |
| Норма опадів, мм        | 4.5           | 2.5           | 5.2           | 22.7          | 318.7         | 642.8         | 643.8         | 700.9         | 428.8         | 214.5         | 84.1          | 10.6          | 3079.1        |
| Днів з опадами          | 0,4           | 0,5           | 0,7           | 2             | 15,6          | 27,3          | 30,2          | 29,1          | 22,9          | 12,8          | 4,7           | 0,7           | 146,9         |
| Вологість повітря, %    | 63.4          | 61.9          | 65.5          | 66.4          | 77            | 85.5          | 87.5          | 88.1          | 85.8          | 81            | 74            | 67.7          | 75.3          |
| ----------------------- | ------------- | ------------- | ------------- | ------------- | ------------- | ------------- | ------------- | ------------- | ------------- | ------------- | ------------- | ------------- | ------------- |
| Джерело: Weatherbase    |               |               |               |               |               |               |               |               |               |               |               |               |               |